# 第16回ベルリン国際映画祭
第16回ベルリン国際映画祭は1966年6月24日から7月5日まで開催された。

## 概要
金熊賞はロマン・ポランスキーの作品に与えられたが、他にもカルロス・サウラやジャン＝リュック・ゴダールなどの作品が高い評価を得、新しい世代の監督達が注目された年となった。

## 受賞
- 金熊賞：『袋小路』（ロマン・ポランスキー）
- 銀熊賞
  - 審査員特別賞：『Schonzeit für Füchs』（ペーター・ シャモニ）
  - 監督賞：カルロス・サウラ （『狩り』）
  - 男優賞：ジャン＝ピエール・レオ （『男性・女性』）
  - 女優賞：ローラ・オルブライト （『スター誕生の夢』）

## 上映作品

### コンペティション部門
長編映画のみ記載。アルファベット順。邦題がついていない場合は原題の下に英題。
| 題名 原題                                          | 監督                               | 製作国                |
| -------------------------------------------------- | ---------------------------------- | --------------------- |
| 袋小路 Cul-de-sac                                  | ロマン・ポランスキー               | イギリス              |
| Der Weibsteufel                                    | ゲオルク・トレスラー               | オーストリア          |
| ジョージー・ガール Georgy Girl                     | シルヴィオ・ナリッツァーノ         | イギリス              |
| Jakten (The Chasers)                               | Yngve Gamlin                       | スウェーデン          |
| 狩り La caza                                       | カルロス・サウラ                   | スペイン              |
| Le Stagioni del nostro amore (Seasons of Our Love) | フロレスターノ・ヴァンチーニ       | イタリア              |
| Les Coeurs verts                                   | Édouard Luntz                      | フランス              |
| スター誕生の夢 Lord Love a Duck                    | ジョージ・アクセルロッド           | アメリカ合衆国        |
| 男性・女性 Masculin féminin: 15 faits précis       | ジャン＝リュック・ゴダール         | フランス スウェーデン |
| Nayak (The Hero)                                   | サタジット・レイ                   | インド                |
| O Fovos (The Fear)                                 | コスタス･マヌサキス                | ギリシャ              |
| O Padre e a Moça (The Priest and the Girl)         | ジョアキン・ペドロ・デ・アンドラデ | ブラジル              |
| Schonzeit für Füchse (No Shooting Time for Foxes)  | ペーター・シャモニ                 | 西ドイツ              |
| グループ The Group                                 | シドニー・ルメット                 | アメリカ合衆国        |
| Una Questione d'onore (A Question of Honour)       | ルイジ・ザンパ                     | イタリア フランス     |

## 審査員
- ピエール・ブロンベルジェ （フランス/プロデューサー）
- フランツ・ザイツ （西ドイツ/プロデューサー）
- Khwaja Ahmad Abbas （インド/監督）
- ピエル・パオロ・パゾリーニ （イタリア/監督）
- ラルス・フォルセル （スウェーデン/脚本家）
- Emilio Villalba Welsh （アルゼンチン/脚本家）
- Hollis Alpert  （アメリカ/）
- Helmut de Haas （西ドイツ/）
- Kurt Heinz  （西ドイツ/）